# Władysław Spasowski
Władysław Spasowski (ur. 28 grudnia 1877 w majątku Jakubowszczyzna w powiecie lepelskim, zm. 6 lipca 1941) – polski filozof marksistowski okresu dwudziestolecia międzywojennego, pedagog, działacz komunistyczny i oświatowy.

## Rodzina
Był synem Stanisława i jego pierwszej żony Wiktorii (nazwisko panieńskie nieznane). Miał bardzo liczne rodzeństwo (co najmniej dwunastu braci) o którym niewiele wiadomo, a rodzina była pochodzenia ziemiańskiego. Jego młodszy brat Karol Grzegorz (zm. 1910) umarł w szpitalu psychiatrycznym w Tworkach.
Był dwukrotnie żonaty. Jego pierwsza żona to Eugenia Ogińska. Po rozwodzie z nią i zmianie wyznania na ewangelicko-reformowane poślubił Annę z Sumowskich secundo voto Dryńską (zm. 1985), z którą się rozwiódł w końcu lat 20. XX wieku. Mieli razem jednego syna, Romualda Spasowskiego, działacza PZPR, ambasadora PRL w USA i późniejszego dysydenta politycznego.

## Życiorys
Uczęszczał do gimnazjum klasycznego w Witebsku na uniwersytety w Wilnie, Petersburgu, Lwowie i Warszawie.
W latach 1920–1930 pracował jako nauczyciel szkół średnich, a następnie piastował funkcję dyrektora Państwowych Kursów Nauczycielskich im. W. Nałkowskiego w Warszawie. W pracy naukowej podejmował problematykę samowychowania i samokształcenia.
Jako działacz oświatowy krytykował politykę sanacji odnoszącą się do edukacji młodzieży, dostrzegając problem biurokratyzacji i formalizacji szkół, jako czynników hamujących rozwój młodzieży.
Był częstym bywalcem domu i przyjacielem rodziny Wacława Nałkowskiego.
Po wybuchu II wojny światowej starał się, wraz z synem, bezskutecznie o wyjazd do ZSRR. Zagrożony aresztowaniem przez Gestapo popełnił samobójstwo w Ogrodzie Botanicznym w Warszawie. Pochowany został na cmentarzu ewangelicko-reformowanym w Warszawie. W grobie tym spoczywa też jego imiennik i wnuk Władysław Spasowski (1951–1970) (kwatera F-3-1).

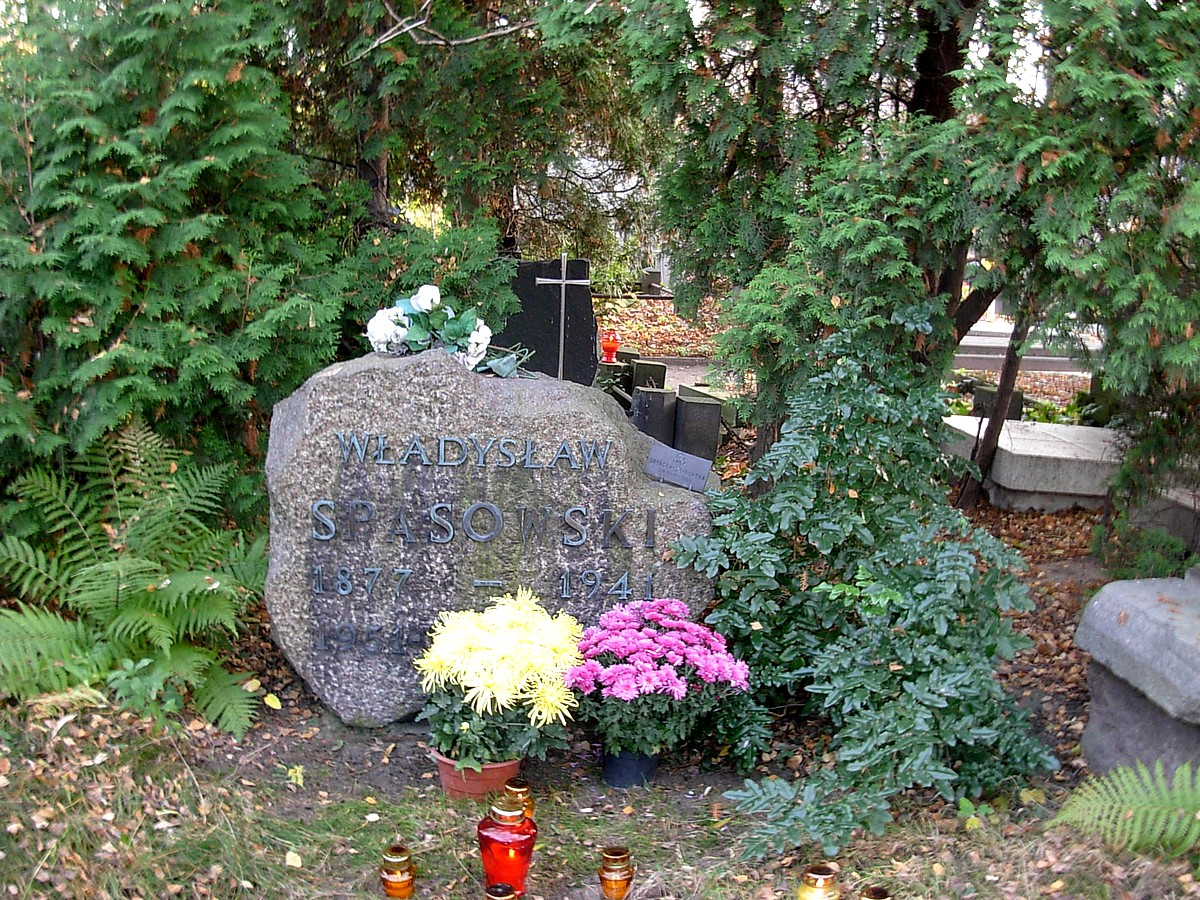
Grób Władysława Spasowskiego na cmentarzu ewangelicko-reformowanym w Warszawie

## Upamiętnienie
- W latach 1947–1970 imię Władysława Spasowskiego nosiło Państwowe Liceum Pedagogiczne w Inowrocławiu (obecnie III Liceum Ogólnokształcące im. Królowej Jadwigi).
- W 1986 roku Szkoła Podstawowa nr 27 w Bydgoszczy otrzymała imię Władysława Spasowskiego (od 2013 im. Zdzisława Krzyszkowiaka[5]).
- W latach 1962–1992 Szkoła Podstawowa nr 13 w Częstochowie nosiła imię Władysława Spasowskiego[potrzebny przypis].
- W latach 1960–1999 imię Władysława Spasowskiego nosiła Szkoła Podstawowa nr 93 w łódzkiej Rudzie Pabianickiej (obecnie Publiczne Gimnazjum nr 38 im. kard. Stefana Wyszyńskiego).
- W latach 1951–1992 imię Władysława Spasowskiego nosiła ulica na warszawskim Powiślu, następnie przemianowana na Juliana Smulikowskiego[6].
- Imieniem Władysława Spasowskiego w latach 60. XX wieku została nazwana przecznica ulicy Łobzowskiej w Krakowie.
- W Koszalinie ulica Władysława Spasowskiego istniała do 11 października 2017 (po przemianowaniu jest to ulica Bronisława Spasowskiego)[7].
- Do roku 2006 imię Władysława Spasowskiego nosiła Szkoła Podstawowa nr 8 w Sosnowcu przy ul. Teatralnej.